# Tommy Brown (cầu thủ bóng đá, sinh năm 1897)
Thomas E. "Tommy" Brown (27 tháng 3 năm 1897 – ?) là một cầu thủ bóng đá người Anh thi đấu ở vị trí half-back ở Football League cho Bradford Park Avenue và ở bóng đá non-league cho Rotherham Town.